# Палішево
Палішево (пол. Paliszewo, нім. Palischewo) — село в Польщі, у гміні Чарнкув Чарнковсько-Тшцянецького повіту Великопольського воєводства.
У 1975-1998 роках село належало до Пільського воєводства.